# Крістіна Кампо
Крістіна Кампо (італ. Cristina Campo) — псевдонім Вітторії Марії Анжеліки Марчелли Крістіни Герріні (італ. Vittoria Maria Angelica Marcella Cristina Guerrini) (29 квітня 1923, Болонья — 10 січня 1977, Рим) — італійська письменниця, поетеса і перекладачка.

## Біографія
Єдина донька Гвідо Ґерріні (італ. Guido Guerrini), музиканта і композитора з Фаенци, та Емілії Путті (італ. Emilia Putti), онуки поета і музичного критика Енріко Панзаккі (італ. Enrico Panzacchi) та сестри хірурга-ортопеда Вітторіо Путті (італ. Vittorio Putti), юна Вікторія виросла ізольованою в сімейному середовищі через вроджену ваду серця, яка призвела до погіршення здоров'я і не дозволяла їй регулярно відвідувати школу. До 1925 року родина Ґерріні жила в резиденції професора Путті на території болонського шпиталю Ріццолі. Потім родина переїхала до Парми, а з 1928 року — до Флоренції, де Ґвідо Ґерріні був призначений директором консерваторії Луїджі Керубіні. Флорентійське культурне середовище відіграло вирішальну роль у вихованні Крістіни Кампо, починаючи з її дружби з германістом і перекладачем Леоне Траверсо (італ. Leone Traverso). Серед її друзів і знайомих були письменник Маріо Лузі, психоаналітик Джанфранко Драгі (який познайомив її з думкою Сімони Вайль), письменниця і перекладачка Габріелла Бемпорад і Маргарита П'єраччі Гарвелл, літераторка, яка керувала виданням посмертних творів Крістіни Кампо.
Вона залишалася у Флоренції до 1955 року, зробивши собі ім'я в культурному середовищі, але залишаючись стійкою до визнання і поцінування (воліючи підписувати нечисленні твори, опубліковані за життя, псевдонімами), завжди демонструючи свою байдужість до стратегій і потреб літературного ринку.
Померла від серцевої недостатності у віці 53 років. Її останки поховані на монументальному цвинтарі Чартерного дому в Болоньї.

## Творчість
Як перекладачка, вона часто обирала складних авторів або тих, хто відомий своїм невловним або сучасним письмом, таких як Кетрін Менсфілд, Едуард Моріке, Вільям Карлос Вільямс, Вірджинія Вулф, Сімона Вайль, Марсель Пруст і Джон Донн.